# Gov't Mule (album)
Albums de Gov't Mule
Live at Roseland Ballroom
(1996)
Gov't Mule est le premier album studio du groupe de rock sudiste et blues rock américain du même nom Gov't Mule, sorti en juin 1995 chez Relativity Records.

## Présentation
L'album est produit et principalement enregistré en live par Michael Barbiero (en) dans les studios d'enregistrement de Bearsville (en).
Le titre Mule est toujours un favori des concerts du groupe et Rockin' Horse a ensuite été enregistré par The Allman Brothers Band lorsque Warren Haynes a rejoint le groupe pour l'album Hittin' the Note (en).

## Liste des titres
| 1.    | Grinnin' in Your Face            | Eddie "Son" House                                      | 1:35  |
| 2.    | Mother Earth                     | Peter Chatman, Louis Simpkins                          | 8:13  |
| 3.    | Rockin' Horse                    | Gregg Allman, Warren Haynes, Allen Woody, Jack Pearson | 4:06  |
| 4.    | Monkey Hill                      | Warren Haynes, Allen Woody                             | 4:40  |
| 5.    | Temporary Saint                  | Warren Haynes                                          | 5:44  |
| 6.    | Trane                            | Warren Haynes, Allen Woody, Matt Abts                  | 7:28  |
| 7.    | Mule                             | Warren Haynes, Allen Woody, Matt Abts                  | 5:39  |
| 8.    | Dolphineus                       | Warren Haynes, Allen Woody, Matt Abts                  | 2:03  |
| 9.    | Painted Silver Light             | Warren Haynes                                          | 7:07  |
| 10.   | Mr. Big (reprise du groupe Free) | Paul Rodgers, Andy Fraser, Simon Kirke, Paul Kossoff   | 6:06  |
| 11.   | Left Coast Groovies (For FZ)     | Warren Haynes, Allen Woody, Matt Abts                  | 6:52  |
| 12.   | World of Difference              | Warren Haynes                                          | 10:15 |
| 69:53 |                                  |                                                        |       |

## Membres
- Warren Haynes : guitare, chant
- Matt Abts : batterie, percussions
- John Popper, Hook Herrera : harmonicas
- Allen Woody : basse